# アリアンロッド・リプレイ・ルージュ
『アリアンロッド・リプレイ・ルージュ』は、FEARによる『アリアンロッドRPG』のリプレイシリーズ。全4巻8話の本編と外伝1話で構成される。通称『ルージュ』シリーズ。ゲームマスター・リプレイ執筆は菊池たけし。イラストレーターは佐々木あかね。

## 概要
『アリアンロッド・リプレイ』に続くリプレイシリーズ第2弾。拡張データ集『リインフォース』の例示も兼ねている。
本リプレイの最大の特徴は、MMORPGでよく見られる「パワーレベリング」のTRPGでのやり方を例示しているところにある。
「パワーレベリング」とは、低レベルのキャラクター少数と、多数の高レベルキャラクターでパーティーを編成し、高レベルの敵（当然、倒すと得られるアイテムや経験値は非常に高い）と戦闘を行うことで、結果的に低レベルキャラクターだけでは出来ないような効率で経験値を稼いで一気にレベルを上げる方法を指す。当シリーズでは、プレイヤーキャラクターのみならず、TRPGはまったくの初心者のプレイヤーとTRPGの経験豊富な他プレイヤーを組ませることで、一気にTRPGに慣れさせる、言わば「プレイヤーのパワーレベリング」も同時に行っている。
『アリアンロッドRPG』（ルール第1版）のリプレイシリーズでは初めて、「TRPG業界外」のゲストプレイヤーとして、声優の力丸乃りこを加えている。以後のシリーズでは、1人ないし複数のTRPG業界外のプレイヤーを加えているが、当シリーズがその先駆けとなっている。なお、『ナイトウィザード』『ダブルクロス』等、既存のFEAR製TRPGのリプレイシリーズでは声優やイラストレーター、小説家などのゲストプレイヤーは恒例となっている。
2013年2月に発売された『アリアンロッド2Eファンブック　ラヴィアンローズ』付属のドラマCDにおいて、音声化される。

## あらすじ
エリンディル大陸西方で急速に勢力を伸ばす神聖ヴァンスター帝国。フィンジアス島にある帝都ヴァンスターでも指折りの名家・グリーンフィールド家の令嬢ノエルは、16歳の誕生日に、両親から、自分が実はグリーンフィールド家の者ではなく、16年前に拾われた捨て子だったことを知らされ、自分の出生の秘密を求め、旅に出る。手がかりは、手に持っていたという薔薇の紋章が入った小箱一つ。
時を同じくし、秘密結社「ダイナストカバル」、ヴァンスター神殿、そして帝国の3勢力は、「伝説の武具」に掛けられている封印を解く能力を持つ少女がいることを知り、それぞれがエージェントを差し向け、その少女＝ノエルと伝説の武具を手中に収めようと動き出す。
それぞれの思惑を持った3人のエージェント―ダイナストカバル極東支部長のトラン・セプター、ヴァンスター神殿の神官騎士クリス・ファーディナント、そして刑期短縮を条件に帝国の工作員となったエイプリル・スプリングスはノエルと合流し、伝説の武具を手に入れるまでは協力しあうことを取り決め、ここに、ノエルと3人の仲間達の、伝説の武具「薔薇の武具」を巡る、後に「薔薇の災厄」の名で語り継がれることとなる冒険が幕を開けた。

## 登場人物
前述のとおりファンブックにおいてCDドラマ化されたため、登場人物名の横に記述される人名はアリアンロッド・サガでの表記に従い、単体の場合は「ファンブック付属ドラマCDなど、音声メディアでの演者」を、複数表記の場合は「（リプレイにおけるプレイヤー / 音声メディアでの演者・表記が「-」であるものは音声メディア未登場）」を指すものとする。

### ギルド「フォア・ローゼス」
ノエルをギルドマスターとしたギルド。名前はノエルの肩の薔薇の形をした痣と、メンバーが4人であるところから。
次版にあたる『アリアンロッドRPG 2E』の世界設定である聖暦1009年現在（事件の3年後にあたる）も活動中であることが『アリアンロッドRPG 2E ルールブック1』にて示唆されており、また、『アリアンロッド2Eファンブック　ラヴィアンローズ』において、事件の4年後にあたる聖暦1010年現在、1年に一度のペースで冒険に出ることが恒例行事になっていることが、菊池たけしによるCDドラマの解説で言及されている。
ノエル＝グリーンフィールド（力丸乃りこ/力丸乃りこ）
当シリーズの主人公。ヒューリンのウォーリア/ウォーリア→ダンサー。
16歳の誕生日を迎えた日に、突然今まで育ててくれた両親に実の子供ではないことを知らされ、自らの出生を知るべく旅に出る。肩に薔薇の形をした痣がある。お人好しですぐに他人を信じてしまう世間知らずだが、芯は強い。
「伝説の五つの武具」に掛けられている封印を解く力を持っているため、様々な組織に狙われることになる。実母・ノイエは当代の「薔薇の巫女」であるが、ノエルの成長に伴ってその力が移し替えられて来ており、途中からガーベラと対立することになったのはゾハール討滅を急ぐノイエの意向が原因であった。
防御力を無視して攻撃できる「カラドボルグ」を装備しており、パーティ一の火力を受け持つ。が、ダイス目の悪さが祟ってしょっちゅう外している（一同曰く「空撃ち」）。通常はダイス目が悪い傾向にあり、序盤はほぼ綱渡り状態で戦っていた。しかし、みっしょん04・08などの大一番では目が爆発し、特に後者の最終決戦ではゾハールをジャストダメージで撃破すると言う奇跡を起こした。
全てが終わった後はトランの墓前に戦勝報告をし、かつての仲間と共に再びの冒険に旅立った。
トラン＝セプター（矢野俊策/小野大輔）
ヒューリン（設定上は人造人間）のメイジ/セージ→サモナー。これまで戦死した怪人達のパーツを合成する形で生み出された「セプター・シリーズ」の第一号。作中で散見される「機械」「言語回路」「オイル」「記憶回路」などの表現からすると、現状のルールにおけるエクスマキナに近いと思われる。
ノエルを秘密結社「ダイナストカバル」に勧誘するために派遣された。ダイナストカバル極東支部長（「極東首領」とも呼ばれる）という肩書を持つ。
一見した印象は胡散臭い男だが、冗談に冗談で返したり、ノエルの言動に振り回されて辟易していたりと感情豊か。的確な戦略眼と冷静な判断力を兼ね備えたパーティの司令塔であり、その判断は幾度も一行の危機を救っている。所属組織の問題でクリスとはとにかく反りが合わない。旅を続ける間にそのクリスとも信頼しあうようになる(本人たちは「互いに利用しているだけ」と言い張っている)が、生まれ故郷であるイジンデルの村を襲った神殿の騎士団にただ一人で立ち向かい、爆弾解除の時間稼ぎと引き換えに命を落とした。その壮絶な最期はダイナストカバルにも大きな衝撃を与え、組織がネオ化した今でも伝説として語り草になっている。
アリアンロッドのリプレイシリーズでは2016年現在唯一のPCの死者であり、特に初心者プレイヤーの力丸には衝撃だった。また、読者からもその死について、多くの声が寄せられたことを菊池は記している。
組織との連絡用に携帯大首領なる通信機を持っているのだが、感度が悪くしょっちゅう切れる。3話でサモナーに転職した際のファミリアはこれであった。なお、この携帯大首領は、後に彼の墓石代わりとして使われることになる。
使用する魔法は地属性の「アースブレット」だが、両手に銃口を突き出してそこから発射するという全く魔法らしくない使用方法を採用している。
生命力と引き換えに魔術の威力を高める「アガートラーム」を装備している。これは後にレントへと受け継がれることになる。
クリス＝ファーディナント（田中信二/江口拓也）
ヒューリンのアコライト/ウォーリア→モンク。
ヴァンスター神殿に仕える聖騎士を目指す青年。神官長マティアスを盲信しており、その言葉には疑うことなく従う。ダイナストカバルの野望を叩き潰す命令を受け、その「ダイナストカバル」が狙っている少女＝ノエルを守るためにパーティーに参加した。
所属組織の問題でトランとはとにかく反りが合わないが、旅を続けるうちに、いつしか立場を超えて信頼を寄せるようになる。そして、そのトランがマティアスの企みによって無残な死を遂げたのを切っ掛けに、マティアスに鉄拳を浴びせ、神殿から離反する。
被ダメージを軽減する「ウィガール」を装備しており、「カバーリング」「プロテクション」と合わせて鉄壁の防御力を誇る。レントと出会った当初はかつてのトランの時以上に反目していたが、節々に垣間見えるトランを思わせる言動、的確な戦術指揮で、徐々に信頼を寄せるようになる。
決戦後は聖騎士に推薦されたがそれを蹴り、フォア・ローゼスのメンバーとして再びの冒険に出た。
その後、『シュヴァルツ』1巻にもゲスト出演している。
エイプリル＝スプリングス（たのあきら/友永朱音）
ヒューリンのシーフ/ガンスリンガー→レンジャー。
神聖ヴァンスター帝国にて、懲役2000年の刑を受けて地下牢に幽閉されていた少女。美少女なのだが、口調は渋いハードボイルド親父で、一人称は「俺」。皇帝ゼダンから、刑期を400年減らすことと引き替えに伝説の五つの武具を手に入れることを命じられ、その武具の封印を解く鍵となるノエルと共に旅をする。二丁拳銃の使い手。
「エイプリル」と言う名前は第十三班所属時のコードネームで、本名は不明。
運命を限定的に操るサークレット「カフヴァール」を装備しており、高い継戦能力を誇る。
事件終結後は、ジュライが盗み出して来た鍵で首輪を外して自由になる。その後は、レント、クリスとともに再びノエルのもとに集った。
後にゾハールの牙を持って逃走した魔族「竜殺し」を追い、アルディオン大陸へ渡っている。
レント＝セプター（矢野俊策/－）
ヒューリン（設定上は人造人間）のメイジ/サモナー。セプター・シリーズの第2号機。
死亡したトランに代わってダイナストカバルが作り出し、大首領の命によってノエルの元に遣わされた。服装はトランと同様だが、髪は白で顔つきもどこか抜けていたトランと異なり精悍。
作り出されたばかりなので感情というものがほとんど無く、喜怒哀楽を見せない。前任者のトランの死についても「不必要な行動で任務を遂行出来なかった者」と切り捨てる。しかし、その言動の端々にトランを思わせるものが垣間見られ、それが当初バラバラだった4人を繋げていく。実は製造される際、アルテアによって記憶回路にトランのパーツが流用されており、パーティメンバーのことやトランの経験がすべて引き継がれている。そのため、話が進むに連れて人格がトランに近づき始め、ノエルも一瞬間違えるほどであった。ネオ・ダイナストカバルでは大首領直属の幹部として活動している。
トラン同様携帯大首領を所持しているが、彼のものとは違い純銀製。参入時に「アガートラーム」を借り受け、以後装備している。的確な指揮能力、強力な範囲魔法により、パーティの軸として立ち回る。また、トラン同様シルヴァとはウマが合わない（というか合わせたくない）らしい。

### 秘密結社ダイナストカバル
大首領（池田秀一）
ヒューリン。地域密着型の秘密結社ダイナストカバルを統べる首領であり、そのカリスマで配下を従えている。……のだが、感覚はかなり庶民的でトランに近い。本名不明。
空中都市テニアでの最終決戦で飛空艇「虚無の翼号」と共にノエルたちの前に姿を表す。
仮面で顔を隠しているが、その正体は神殿によって処刑されたと思われていたノエルの実父であり、極東支部長という最重要職にあったトランをエリンディル西方に呼び戻してまでノエルの元へ派遣したのは、彼女を組織に取り込むことで神殿の謀略からノエルを引き剥がすのが狙いであり、そのトランの戦死後、覚醒したばかりのレントを送ったのもノエルを守るためであった。レイピアを武器とし、自身の戦闘力はかなり高い。
事件終結後は当面の敵をマティアスと定め、とにかく彼の足を引っ張るべく構成員を神殿に潜り込ませているらしい。
アルテア（小暮英麻）
フィルボル。イジンデルでトランの教師をしていたという少女。台詞がひらがなとカタカナのみで構成されている。トランにとっては「育ての親」に当たる。教師と言っても、実際には生みだされたばかりで人格のなかったトランに情緒を与えるため、ともに過ごしたと言うのが正しい。レントを製造する際、トランの記憶回路を流用した当人。
“怪人博士”ドクトル・セプター
ヒューリン。トランやレントなどの人造人間「セプター・シリーズ」を作り出した博士。4巻のプリプレイでのプレイヤー発言が元になり、即興で登場した。いかにもなマッドサイエンティスト。
トランの死後、ダイナストカバル極東支部長に就任したフロイライン・セプターは孫に当たる。また『デスマーチ』に登場したソラリス・セプターは娘。

### ヴァンスター神殿
マティアス・アディンゼル（チョー）
ヒューリンのプリースト/モンク。ヴァンスター帝国帝都ヴァンスターの神殿の神官長で、クリスをノエルの元に送り出した。五つの武具を我が物としようとしている。政治力に長けており、神殿に所属する騎士団を統括する立場にもある。
クリスの勲章を利用してイジンデルの場所を突き止め、ゴウラ達を派遣して村を壊滅させる。しかし、その事実とトランの死を侮辱したことでクリスの怒りを買い、離反される。その後は教団会議の席で、クリスに罪が在るかのようにふるまい、刺客を刺し向ける。ゾハール覚醒後は全く動かなかったが、シルヴァが教団を動かしたのに乗じて自分も迎撃。だが事件終結後、それまでの行動の責を問われて神官長の職を解かれ、地方巡回神官に左遷された。その後の彼に付いては「アリアンロッド・リプレイ・レジェンド」を参照。
作中時系列で本シリーズと同時期の短編リプレイ「ルネス殺人事件」（『アリアンロッド・リプレイ・アンサンブル』収録）にも1シーンだけ登場している。このシーンはクリスを送り出した後に当たり、格闘家チャンピオン・レックスの道場破りで所属するモンクがことごとく敗れる中「クリス＝ファーディナントはどこだっ!!」と叫んだ挙句、自ら応戦する羽目になっている。同作での描写を見る限り、モンクとしての実力はグラディエーター出身のレックスと互角のようである。
後に“機械の街”カナンにおいてパリス同盟評議長に就任するが、ネオ・ダイナストカバルのスパイによる妨害を受けて間もなく辞任している。
ゴウラ・ノーザンレイドル（丹沢晃之）
ヒューリンのパラディン/ウォーリア。クリスとは兄弟のように育った神官騎士。トランを殺した張本人だが、高潔な騎士であり、トランと戦ったのもあくまでも神殿の任務のため。トランを好敵手と認めてその死を悼んだ。
『エリンディル・レジェンドガイド』によれば、神官長への権限集中がマティアスの独断専行を招いたとして、薔薇の武具事件終結後ヴァンスター神殿は神殿騎士団を3分割する改革がなされたが、その団長の一人に就いたとのことである。

### 神聖ヴァンスター帝国
“神聖皇帝”ゼダン
ヒューリン。神聖ヴァンスター帝国の皇帝。自らを伝説の「神聖王」アルトリウスの後継者と称する。「伝説の五つの武具」を手に入れるため、エイプリルを地下牢から解き放ち、ノエルの元に向かわせる。
「薔薇の災厄」後の彼に付いては「アリアンロッド・リプレイ・レジェンド」第4巻を参照。結局武具については諦めたのか、その後話題には挙げなかった。
オーガスト
ヒューリンのエクスプローラー/ガンスリンガー。旧情報部十三班のメンバーで、エイプリルの師匠。「ダブル・ブレット」の異名を持ち、フェアな条件での戦いを好む。彼女と同じく銃使いで、いつまでたっても使命を達成できないでいるエイプリルに業を煮やしたゼダンに派遣され、エイプリルと対決する。結果は敗北であり、エイプリルによって引導を渡された(明確にトドメを刺されたという描写はなく、人死にを嫌うノエルの性格も鑑みれば生存も捨てきれない)。
ジュライ
ヒューリン。旧情報部十三班のメンバーのドラゴンライダー。陽動役で、「コールド・スナップ」の異名を持つ。オーガストと共にゼダンに派遣された。エイプリルに因縁があると言いながら、実はただの逆恨みだった。後に決戦に向かう4人を援護すべく姿を現したが、プレイヤー達はその場面でアルテアが出てくると思っていたために激しくツッコまれた。
「薔薇の災厄」後の彼女に付いては「アリアンロッド・リプレイ・レジェンド」第4巻を参照。
フェブラリィ
ヒューリン。旧情報部十三班のメンバー。「クロノ・トリガー」という異名があり、時間を操ることで常に背後から射撃できる、というとんでもない能力がある。ゼダンの命令で「薔薇の武具」を探しており、最終的には「沈黙の氷原」でノイエが封じていたゾハールの力を奪ったが、その瞬間に消滅した。
「シュヴァルツ」でピックアップされた「人造薔薇の巫女」の成功体で、シェフィル以外で唯一「黒の刻印」を受け入れる素養を持っていた。

### その他
占い師の老婆（中根久美子）
ノエルが初めて旅に出たときから、なぜか行く先々に出没しては、思わせぶりな予言をする占い師。決まり文句は「ふーきーつーじゃー」。しかし、その正体は意外な人物であることが後に明らかにされる。なお、『アンサンブル』収録の短編リプレイ「明星連也降魔剣」にも出演している。
ソーウェン公爵
ヒューリンのウォーリア/セージ。ヴァンスター帝国でも悪名高い武器商人。かつてはまっとうな貿易商人で、その頃ノエルの義理の両親に援助をしたこともあった関係で、ノエルとも旧知の仲。銀の籠手アガートラームを入手し、その封印を解くべくノエルを利用しようとしたが、逆にアガートラームを奪われた上に、それまでの人望のなさが災いして、悪事を暴かれ没落してしまう。しかし、命を奪うことはノエルが反対し、何処かへ遁走した。
後にラーフ大洞窟で鉱物商人として再起。ガーベラに協力してノエルたちを助ける。
ベネット
ヴァーナ（アウリル）のシーフ/ニンジャ。「無印」シリーズからのゲスト出演。詳細は「アリアンロッド・リプレイ」を参照。
第2巻にて、”傭兵の街”ダブラルで行われる冒険者大会に出場したノエル達を闇討ちするが、返り討ちにされてしまう。
彼女がPCとして登場した「ルネス殺人事件」は、この直前の出来事となっている。また、事件の翌年に当たり、アルディオン大陸に渡った「アリアンロッド・サガ・リプレイ」（以下「サガ無印」）第3巻において、統一帝システムに固執するアルディオン人全体を弾劾する際、「母親に会いたい、救いたい、ただそれだけのために神竜に戦いを挑んだ少女」としてノエルに、「記憶にも薄かった自分の生まれた村を守るために、ひとりで軍勢に立ち向かい、その命を散らした男」としてトランに言及していたことから、ダブラルの一件の後もノエル一行を見守っていたようである。
シルヴァ
ヒューリン。「無印」シリーズからのゲスト出演。詳細は「アリアンロッド・リプレイ」を参照。
カナン大聖堂の神官長補佐。聖都ディアスロンドで行われた会議にパリス同盟の副代表として出席。組織が硬直化した神殿で正義を貫こうと奮闘する…といえば格好良いが、個人的にマティアスが気に入らないのでその弱みを握ろうとしただけであり、クリスに司法取引を持ちかけるなど純粋な正義からはちょっと遠い行動をしている。物語終盤では、組織故に動きが取れない教皇から暗黙の全権を得て、神殿の戦力を束ねてノエル達を側面から支援。最終決戦ではノエルの正義を証明するため単身ケテルの下に赴くなどして教皇を説得、教皇に神竜討伐を決意させた。
トランやレントに対し、「ウマが合いそう」と発言している。
ウェルチ
ヒューリンのアコライト/モンク。「無印」シリーズからのゲスト出演。詳細は「アリアンロッド・リプレイ」を参照。
クラン＝ベル大神殿の神官長代理。聖都ディアスロンドで行われた会議にパリス同盟代表として参加した。
シグ
「無印」シリーズからのゲスト出演。詳細は「アリアンロッド・リプレイ」を参照。
今作ではシルヴァの護衛としてワンシーンのみ登場。
ヴェラシオ・ハーヴェイ
ヒューリン。聖都ディアスロンドに座する現教皇。濃い眉が特徴で、ノエルたちやシルヴァには「眉毛」と呼ばれてしまっている。
巨大組織のトップ故に、表立って動くことが出来ない状況にあるが、神竜封印の重罪を犯したノイエの夫を対外的には死刑にしたことにしつつ密かに匿ったり、シルヴァが独自に動くことを黙認するなど要所で重要な行動を取っており、最終決戦では神竜討伐という重大な決断を下す。
徹底した慎重主義故に保守的な人物とされ「動かない教皇」と揶揄もされているが、その背景には「組織」という実体に対する深い洞察があることが『エリンディル・レジェンドガイド』p38で明かされている。側近であるファル・ミリティアス（『アリアンロッドRPGトラベルガイド』公式NPC）は、ヴェラシオの理想とする組織像はセインであると言い当てた。
ガーベラ（柚木涼香）
ヒューリンのウォーロード/ドラグーン。ダブラルで行われた冒険者大会に、ノエル達のライバルとして出場した女剣士。のんびりおっとりとした口調とは裏腹に高い攻撃力を持つ。また、右手の甲に翡翠色の薔薇の紋章を持っており、ノエルと同じく五つの武具の封印を解く力を持っている。
その正体は、神竜によって作り出され、800年の間初代から現在に至るまでの薔薇の巫女を守り続けてきた「薔薇の巫女の守護者」。手にある薔薇の紋章は本来のものではなく、ノイエとノエルの母子を守る誓いとして刻んだものだが、本物の薔薇の紋章と同じ能力を秘めている。
ノエルのことは当初は「ノエルちゃん」と若輩者扱いしていたが、それは自分の正体と真の目的を隠すためである。本来はノエルは敬意の対象であるため、マスターシーンや、第4巻で全てを明かした後は「ノエル様」と敬称に改めている。
「薔薇の災厄」後の彼女に付いては「アリアンロッド・サガ・リプレイ」第1巻および『エリンディル・レジェンドガイド』p123を参照。ディアスロンドで静養するノイエの護衛を務めつつ神殿の一員として働いているが、外見・精神年齢の問題で若造扱いされがち。
菊池が「魔法少女リリカルなのは」に登場するシャマルのリスペクトとして構築したキャラクターである（実際外見はほぼ同じ）。そのため声優も彼女と同じ。
ノイエ
ヒューリン。ノエルの実の母親にして、当代の薔薇の巫女。15年前に、神殿に逆らい、神竜を強固な結界で覆ってしまう。それに対し、神殿は彼女の夫と娘を人質に取るが、彼女は結界を解除せず、結果夫は神殿によって殺され、娘も行方不明となってしまう。が、その行方不明となった娘は、後にグリーンフィールド家に拾われて健やかに育てられていたことが判明する。それがノエルである。
ノエルが成長したことで、薔薇の巫女の力がノエルに移り始めているのを感じ、自らに薔薇の巫女の力＝神竜を倒す力が残っているうちになんとかしようと、ガーベラを通じて薔薇の武具を集めようとする。なお、自らは結界を維持するため、「沈黙の氷原」にある竜の神殿から離れることが出来ない状況にあった。
「薔薇の災厄」後の彼女に付いては「アリアンロッド・サガ・リプレイ」第1巻を参照。長くゾハールを抑えていた反動で衰弱が酷く、いまだ療養生活を送っている。
フェルシア・ブリガンティアル
ハーフエルダナーンのウィザード/サモナー。「無印」シリーズからのゲスト出演。詳細は「アリアンロッド・リプレイ」を参照。
神から遣わされた粛清装置の監視者だったが、「無印」シリーズでの冒険を経て神を裏切り、以後は粛清装置を破壊するため旅を続けている。神竜ゾハールが粛清装置そのものであることをノイエに教えたのは彼女。
「薔薇の災厄」後の彼女に付いては「アリアンロッド・サガ・リプレイ」第1巻及び第9巻を参照。
“神竜”ゾハール
遥か北の「沈黙の氷原」にいる竜。その正体は、粛清装置のうちの一つ。全ての竜族の頂点たる存在であり、古代竜でさえ彼に直接逆らうことは出来ない。が、それ故に慢心し、神に背いて全てを自らの支配下に置こうとした。フェルシアの警告でそれに気付いた薔薇の巫女＝ノイエにより封印されるが、神殿はノイエの言葉を信用しなかったため、対立することになる。
全ての攻撃を無効とする四重の結界を持っており、「薔薇の武具」もしくは「第六の武具」によってのみ無力化できるが、その度に攻撃能力を取り戻して行く。神竜の名に恥じぬ圧倒的な力でノエル達を追いつめたが、最後にノエルの放った渾身の一撃を受け、撃破された。そもそもは通常の竜族であり、セフィロスがアルディオンに渡る際に神竜の座を受け継いだ経緯がある。それに関連する形で、アルディオンでも事情に通じた者はゾハールの名を知っている。
「神に背いた存在」ということから、その骸には瘴気が宿っており、傷つけた相手を邪悪化させてしまう。『メイビー』ではこの一つである「牙」を持った魔族がアイン・ソフを狙ってアルディオンに侵入していたことが発覚。
古代竜“白の”ケテル
聖域と呼ばれる「久遠の森」に住まう古代竜。盟主たるゾハールには逆らえないが、それでもノエルたちにヒントを出したり、自らの信頼の証として鱗を与えたりして協力している。
なお、ノエル達がテニアに向かった後シルヴァの訪問を受け、彼女にも鱗を与えている（しかも「シルヴァさん江。―――ケテル」とサインさせられている）。
ギルド「マジックフェザー」
「ハートフル」シリーズからのゲスト出演。詳細は「アリアンロッド・リプレイ・ハートフル」を参照。
エルクレスト・カレッジへの帰途、フォア・ローゼスとゾハールの最終決戦を目撃している。

## 用語
伝説の五つの武具
以下に解説する五つの武具。薔薇の武具とも呼ばれる。ノエルは、その武具を解放する「鍵」であるとされている。
その正体は、粛清装置たる神竜ゾハールを倒すために、魔族とエルダナーンが協力して鍛え上げた武具であり、神竜を倒せるのはこの武器のみである。決戦においてその力は失われ、ゾハール消滅と共に再び封印された。
魔剣カラドボルグ
あらゆる防御を無かったこととして攻撃することができる魔剣。一同が最初に入手した武具で、以後ノエルの愛剣となり、共に幾多の苦難をくぐり抜けていくことになる。
銀の籠手アガートラーム
所有者の生命力を魔力へと変換し、その後使用する魔法の威力をはね上げる力を持つ銀の篭手。トランが持つことになり、その死後はレントに受け継がれる。
魔鎧ウィガール
キーワードを唱えることで光の障壁を発生させ、使用者に向けられた攻撃の威力を減ずる鎧。ガーベラがノエル達を出し抜いて入手したが、ノエル達が奪回し、クリスが身に纏うことになる。
カフヴァール
幸運を呼び込み、身につけた者の行動を成功しやすくする力を秘めたサークレット（額冠）。エイプリルが所持する（エイプリルはベレー帽をトレードマークとしているため、普段は付けていないが、いざというときにはこちらを着用している）。
マビノギオン
当初は、五つの武具について書かれた4冊の本（第一の書、第二の書、…と呼ばれ、それぞれに固有名は付いていない）とされていたが、後に4つを集めることで五つの武具の最後の一つとなることが判明する。なお、4冊の本の時点では「マビノギ」と呼び、それを全て集めて「マビノギオン」になる。早い話が武具の取り扱い説明書で、マビノギの状態よりも、集めてマビノギオンにした方が、より武具の能力を解放できる。
薔薇の小箱
ノエルがグリーンフィールド家の前に捨てられていた際、一緒に持っていた小箱。薔薇の武具に反応して、それぞれの武具に対応した特定の面が光を放つ。その正体は、薔薇の武具の最終安全装置であり、五つの薔薇の武具を身に纏った薔薇の巫女が、最後の武具の力を解放するためのキーアイテム。
第六の武具
薔薇の巫女が、全ての薔薇の武具を身に付けた状態を指す。あらゆる攻撃を受け付けないゾハールの結界を無効化し死亡させる力を秘めている。しかしその代償として、薔薇の巫女は人としての全てを失い、最終的には命を失う。

秘密結社ダイナストカバル
トランとレントが所属している秘密結社。「人々に愛される地域密着型の悪の組織」を謳い、神殿と敵対している。主な収入源は的屋やグッズ販売、神殿の悪口を言って回るなど地味。トランはここの極東支部長であった。「失敗には死」という鉄の掟があるが、その前に「失敗は3回まで」という前提がつく。主な活動内容は不明。
「薔薇の災厄」終結後、活動資金枯渇を理由に解散するが、直ちに「ネオ・ダイナストカバル」として再建。「レジェンド」シリーズでは南パリス支部の存在が確認されている。なお、ネオ・ダイナストカバルへの再編は極東支部管内＝エリンディル東方の全支部には周知徹底がなされていなかったらしく、結果、エリンディル東方には「ダイナストカバル極東支部」と「ネオ・ダイナストカバル極東支部」が併存し、両者の間で抗争が発生することになった。この抗争は聖暦1009年になってやっと解決した模様。
なお、「鉄の掟」についてはネオ化した際になくなったらしく、特に記述されていない。
現在でも反神殿活動を続けているが、その真の目的は、ゾハールを皮切りとする粛清装置の探索および破壊。粛清に関する事実が人々に知れた時に起きるであろう神殿勢力との全面戦争を大首領は憂慮しており、粛清装置に関する“真の任務”は、この事情を知る一部の構成員にしか通達されない。
神聖ヴァンスター帝国旧情報部第十三班
かつてエイプリルの所属していた組織。何らかの理由で解散となり、今は存在していないが、それでも当時の所属メンバーは畏敬の念を持たれている。よく話題には出るが、その全体像は不明なままである。所属していたメンバーには、月の名前からコードネームが付けられていた。活動の性格上、メンバーは個人行動が多かったため、互いのコードネーム以上のことはほとんど知らないとはエイプリルの弁。
『エリンディル・レジェンドガイド』によれば「薔薇の災厄」終結後再建された事になっているが、「レジェンド」シリーズでは再び解散に追い込まれている。
だが、実は水面下で活動を続けている。正体はゼダン直属の騎士団「クランの猛犬」の諜報部隊であり、解散や活動など、様々に情報が錯そうしているのは、他ならぬ十三班そのものが虚報をあちこちでばらまき、攪乱しているからに他ならない。
イジンデル
霧の結界に護られた、魔族の治める村。ダイナストカバルの後援者的立ち位置に在り、村長のユージンは大首領の顔なじみ。なおこの村自体が支部であり、支部長はキラーカンガルーのカンガ・ルー。
マビノギの一つが封印されており、その守護が役目。結界のおかげでこれまで何者にも見つかることはなかったが、クリスを発信機として利用したマティアスに所在を嗅ぎつけられ、神殿騎士の襲撃を受ける。同時に村内に爆弾を仕掛けられると言う二重の危機に陥ったが、フォア・ローゼスの奮闘とトランの犠牲によって水際で護られた。
薔薇の巫女
北の果てに眠る神竜ゾハールを代々守り続けてきた巫女。その能力は母から娘へと受け継がれ、その体のどこかに薔薇の形をした痣があるのが薔薇の巫女であることを示している。当代の薔薇の巫女はノエルの母ノイエ。
実は候補者が大勢存在し、それぞれに守護騎士が存在している（ノイエの場合はガーベラ）。この設定は『ヴァイス』『シュヴァルツ』でクローズアップされ、シナリオの起点となっている。
薔薇の巫女の守護者
薔薇の巫女を守るために神竜ゾハールによって作り出された存在。すなわちガーベラを初めとする騎士達を指す。「ヴァイス」「シュヴァルツ」では「守護騎士」という呼称が設定されている。
薔薇の災厄
ゾハールと薔薇の武具を巡る一連の事件、すなわち本リプレイで扱われた事件の総称。フォア・ローゼスは薔薇の災厄から世界を救った英雄として知られている。
なお、リプレイ刊行時点ではこの呼び名は設定されておらず、ルールが2Eに版上げされる際に設定された。

## 作品一覧
- アリアンロッド・リプレイ・ルージュ
  - アリアンロッド・リプレイ・ルージュ ノエルと薔薇の小箱 ISBN 4-8291-4465-3
  - アリアンロッド・リプレイ・ルージュ2 ノエルと翡翠の刻印 ISBN 4-8291-4474-2
  - アリアンロッド・リプレイ・ルージュ3 ノエルと白亜の悪夢 ISBN 4-8291-4485-8
  - アリアンロッド・リプレイ・ルージュ4 ノエルと蒼穹の未来 ISBN 4-8291-4511-0
  - アリアンロッド・リプレイ・ルージュ+1 ノエルと白馬の王子 ISBN 4-8291-4523-4
- アリアンロッド2Eファンブック　ラヴィアンローズ　ISBN 978-4-04-728449-4

## その他
- ダークファンタジーRPG『ロード・オブ・ザ・ドラゴン』にてアリアンロッドRPGコラボキャンペーンが催された。2014年8月18日から9月15日まで『アリアンロッド・リプレイ・ルージュ』のキャラクターたちが、コラボ限定ガチャのラインナップに登場した。